# Läderbagge
Läderbaggen (Osmoderma eremita) är en art i skalbaggsfamiljen bladhorningar och är en av de större insektsarterna i Sverige. Den ska inte förväxlas med jordlöparen som tidigare hade samma namn (se grävlöpare). 

## Kännetecken
Den är brunsvart och 24 till 32 mm lång. 

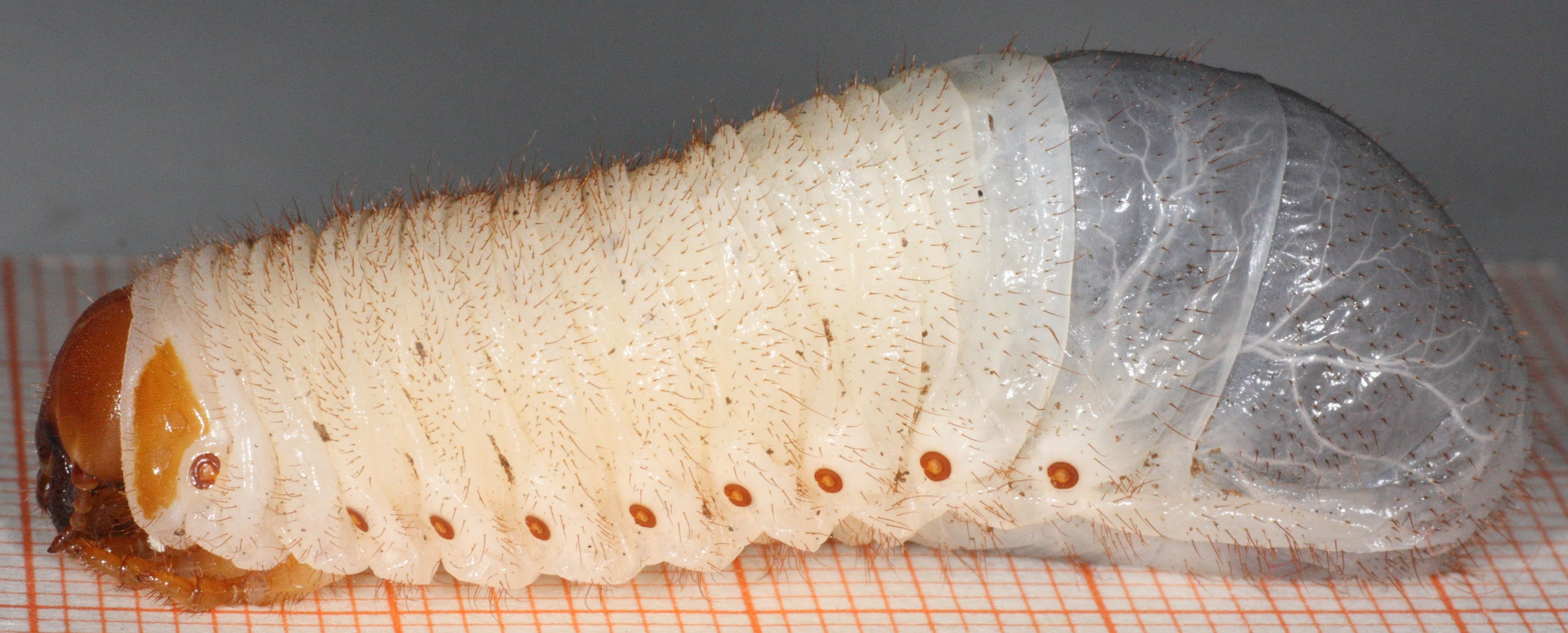
Larv

## Utbredning
Arten förekommer sällsynt i stora delar i Europa. I Sverige har arten hittats på 270 lokaler upp till Västmanland.

## Levnadssätt
Arten lever uteslutande i ihåliga träd, framför allt ek, bok, alm, ask och lind. I håligheterna lever larven i 3–4 år. Den färdiga skalbaggen har en relativt kort levnadstid; den finns bara någon månad i slutet av sommaren. Även skalbaggen lever framför allt inne i trädet, men kan ibland ses krypa på trädstammar eller flyga.

## Status
Läderbaggen räknas i Sverige som missgynnad och är fridlyst. De flesta lokalerna som läderbaggen förekommer på är små och isolerade, och där löper läderbaggen stor risk att försvinna. Även från större lokaler kan läderbaggen på längre sikt försvinna på grund av igenväxning av ekhagar, nedhuggning av träd som är eller skulle kunna bli lämpliga för arten eller svag föryngring av ekar.
Läderbaggen ingår i EU:s projekt Natura 2000 och är Östergötlands landskapsinsekt.